# 大安郡
太安郡，或作大安郡，中国南北朝时设置的郡。
北魏正光年间设置太安郡，治所在狄那县，下辖狄那县、捍殊县，属朔州。东魏时州治南迁至今山西省寿阳县太安驿。北周灭北齐后废除。西魏废帝三年（554年）在长州另置太安郡，治所在长泽县（今内蒙古鄂托克旗东南城川古城）。北周沿置，隋文帝开皇三年（583年）废。